# Kroonlijst

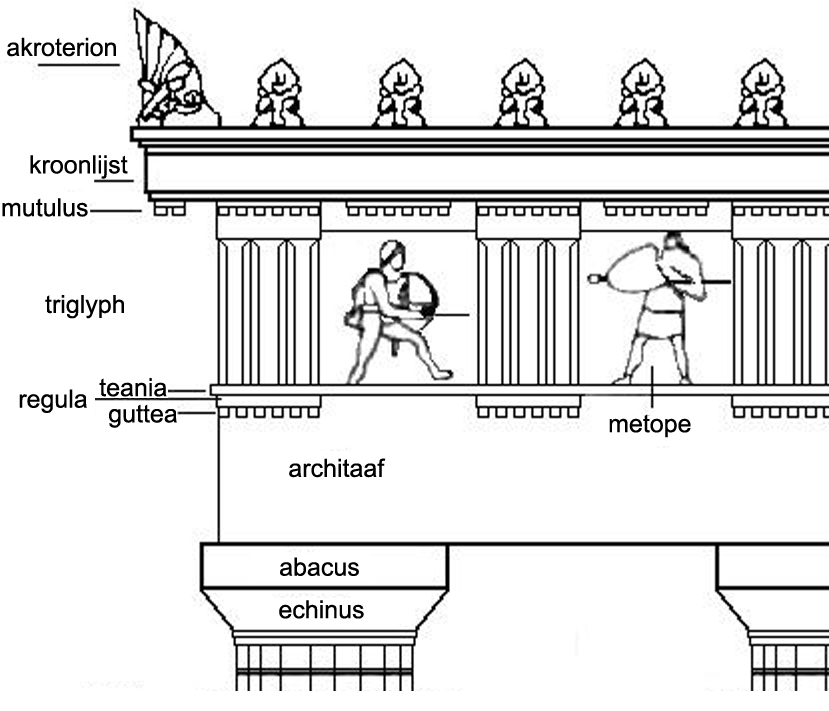
Detaillering hoofdgestel Griekse tempel in Dorische orde

Een kroonlijst of deklijst is een horizontale band aan een bouwwerk, meestal uitspringend en geprofileerd of van versieringen voorzien.

## Kroonlijst in algemene zin
In brede zin is een kroonlijst een geprofileerde of versierde lijst aan de bovenzijde van een muur of ander belangrijk gebouwonderdeel, bijvoorbeeld een raam of portiek.

## Kroonlijst in de klassieke bouwkunst
In de klassieke bouwkunst vormt de kroonlijst de bekroning van het hoofdgestel. Onder de kroonlijst rekent men gewoonlijk zowel het geison of corona alsook de afsluitende gootlijst of sima. Omdat het Latijnse corona ook letterlijk met kroonlijst kan worden vertaald, kan de term kroonlijst soms verwarring opleveren.

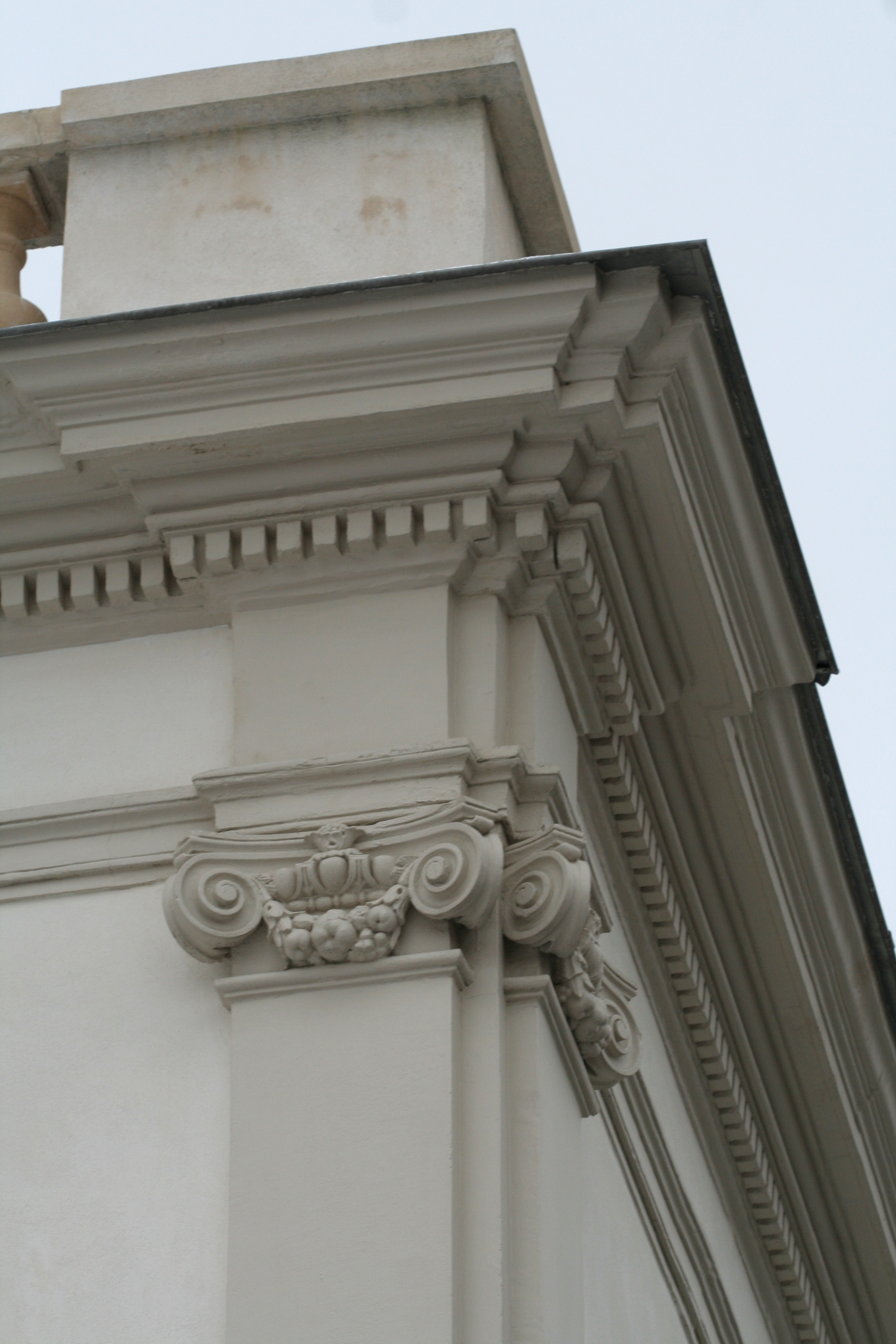
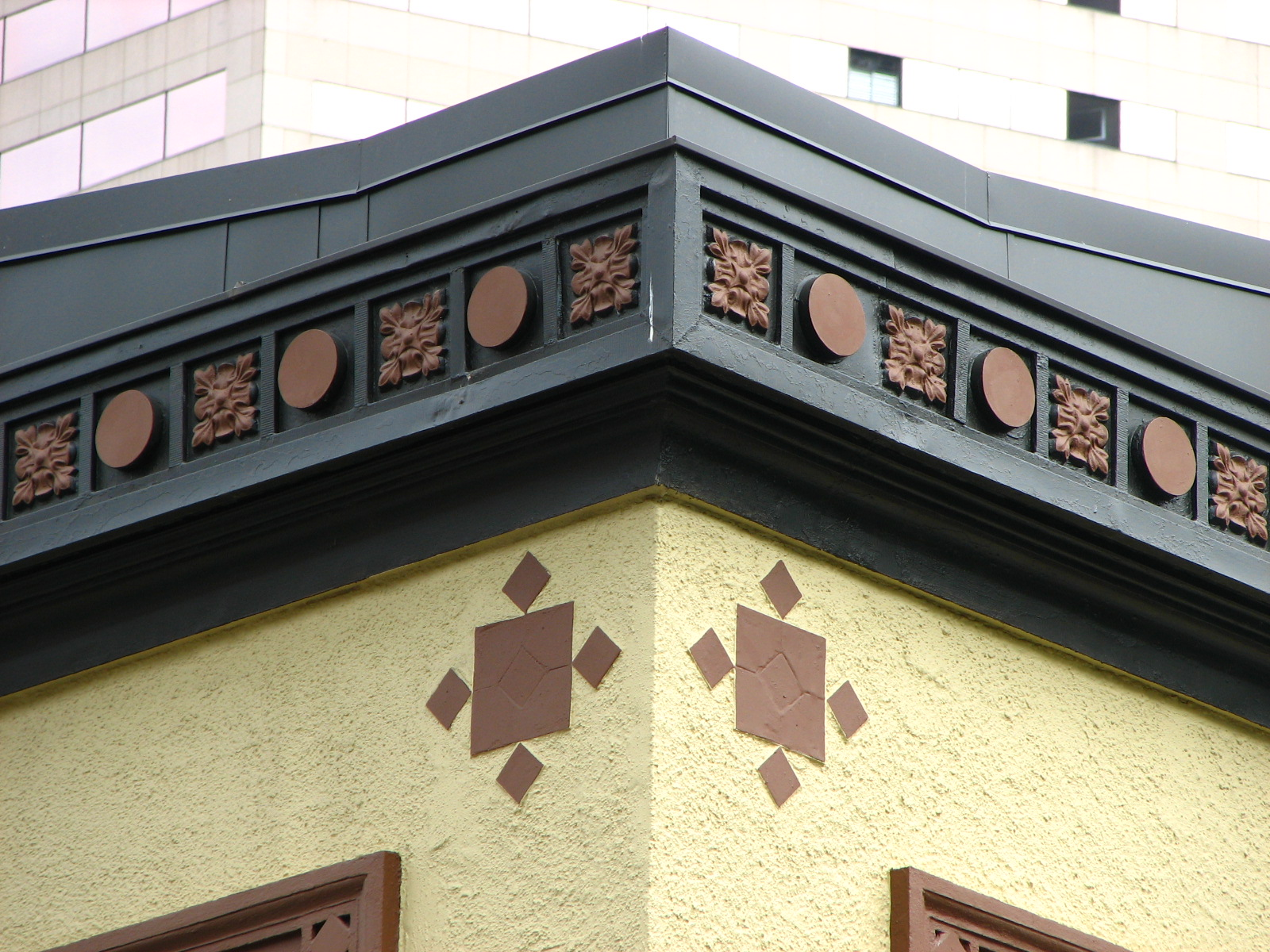
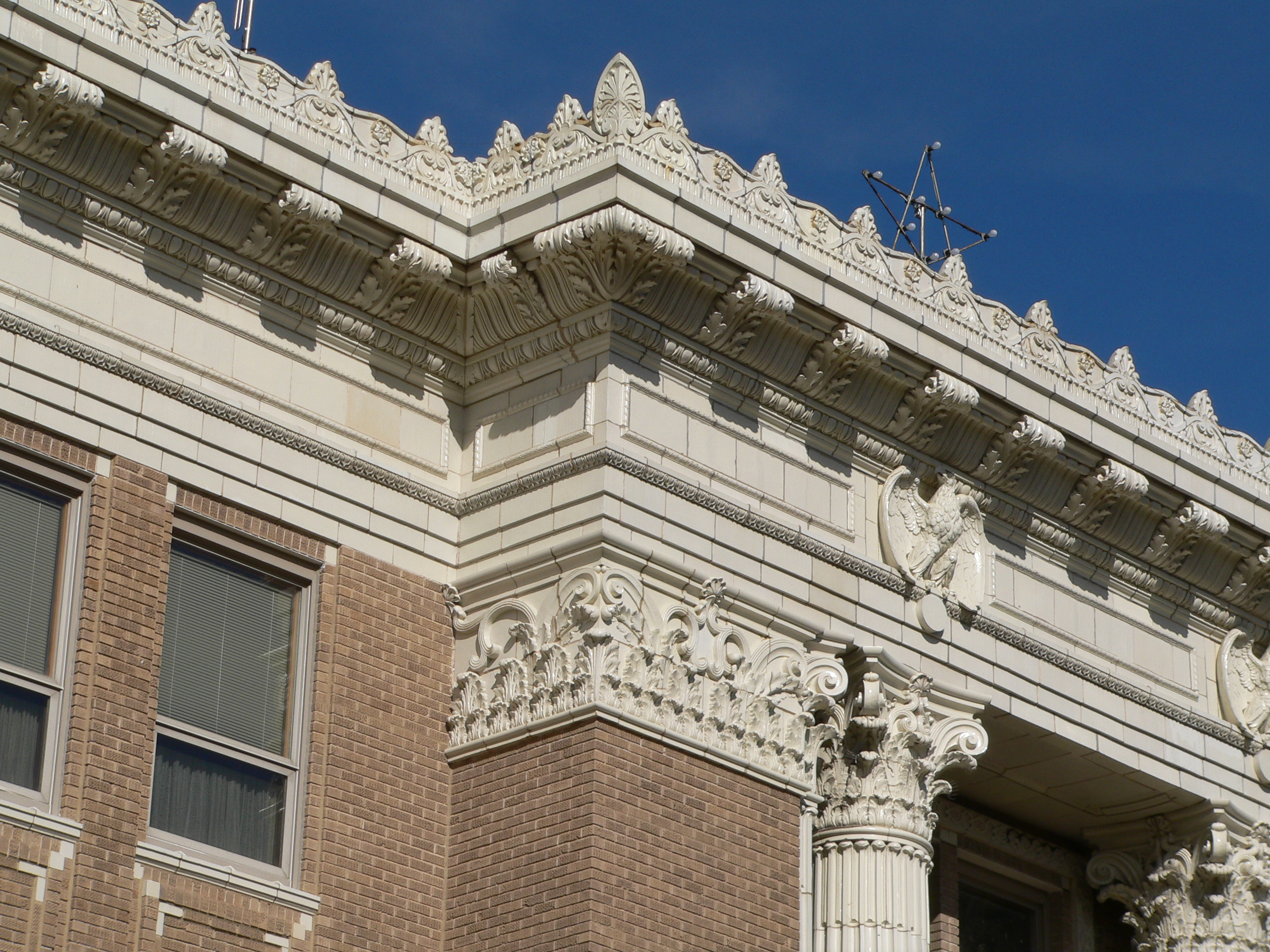